# Diócesis de Beaumont
La diócesis de Beaumont (en latín: Dioecesis Bellomontensis y en inglés: Roman Catholic Diocese of Beaumont) es una circunscripción eclesiástica de la Iglesia católica en Estados Unidos. Se trata de una diócesis latina, sufragánea de la arquidiócesis de Galveston-Houston. Desde el 9 de junio de 2020 su obispo es David Leon Toups.

## Territorio y organización
La diócesis tiene 20 389 km² y extiende su jurisdicción sobre los fieles católicos de rito latino residentes en el estado de Texas en los 9 condados de: Chambers, Hardin, Jasper, Jefferson, Liberty, Newton, Orange, Polk y Tyler.
La sede de la diócesis se encuentra en la ciudad de Beaumont, en donde se halla la Catedral basílica de San Antonio.
En 2020 en la diócesis existían 42 parroquias.

## Historia
La diócesis fue erigida el 25 de junio de 1966 con la bula Hortatione illa del papa Pablo VI, obteniendo el territorio de la diócesis de Galveston-Houston (hoy arquidiócesis). Originalmente era sufragánea de la arquidiócesis de San Antonio.
El 12 de diciembre de 1986 cedió una parte de su territorio para la erección de la diócesis de Tyler mediante la bula Ex quo divino del papa Juan Pablo II.
El 29 de diciembre de 2004 pasó a formar parte de la provincia eclesiástica de Galveston-Houston.

## Estadísticas
De acuerdo al Anuario Pontificio 2021 la diócesis tenía a fines de 2020 un total de 79 624 fieles bautizados.
| Año                                                                             | Población            | Población | Población      | Sacerdotes | Sacerdotes    | Sacerdotes    | Bautizados por sacerdote | Diáconos permanentes | Religiosos | Religiosos | Parroquias |
| Año                                                                             | Bautizados católicos | Total     | % de católicos | Total      | Clero secular | Clero regular | Bautizados por sacerdote | Diáconos permanentes | Varones    | Mujeres    | Parroquias |
| ------------------------------------------------------------------------------- | -------------------- | --------- | -------------- | ---------- | ------------- | ------------- | ------------------------ | -------------------- | ---------- | ---------- | ---------- |
| 1966                                                                            | 83 605               | 568 992   | 14.7           | 70         | 42            | 28            | 1194                     |                      |            |            | 32         |
| 1970                                                                            | 91 200               | 571 523   | 16.0           | 84         | 46            | 38            | 1085                     |                      | 41         | 173        | 34         |
| 1976                                                                            | 77 347               | 586 598   | 13.2           | 83         | 53            | 30            | 931                      |                      | 37         | 117        | 41         |
| 1980                                                                            | 83 973               | 601 000   | 14.0           | 81         | 47            | 34            | 1036                     | 6                    | 36         | 121        | 44         |
| 1990                                                                            | 86 919               | 538 400   | 16.1           | 71         | 49            | 22            | 1224                     | 15                   | 23         | 63         | 52         |
| 1999                                                                            | 87 604               | 577 664   | 15.2           | 72         | 50            | 22            | 1216                     | 31                   | 3          | 53         | 44         |
| 2000                                                                            | 88 625               | 582 625   | 15.2           | 74         | 48            | 26            | 1197                     | 30                   | 29         | 50         | 44         |
| 2001                                                                            | 95 397               | 588 265   | 16.2           | 72         | 44            | 28            | 1324                     | 30                   | 31         | 39         | 44         |
| 2002                                                                            | 94 037               | 588 265   | 16.0           | 73         | 45            | 28            | 1288                     | 30                   | 29         | 45         | 44         |
| 2003                                                                            | 94 780               | 596 992   | 15.9           | 69         | 44            | 25            | 1373                     | 30                   | 26         | 46         | 44         |
| 2004                                                                            | 89 345               | 599 139   | 14.9           | 66         | 48            | 18            | 1353                     | 32                   | 19         | 38         | 45         |
| 2006                                                                            | 80 194               | 603 648   | 13.3           | 69         | 47            | 22            | 1162                     | 32                   | 24         | 28         | 45         |
| 2012                                                                            | 79 516               | 630 000   | 12.6           | 67         | 44            | 23            | 1186                     | 32                   | 23         | 22         | 44         |
| 2015                                                                            | 74 100               | 633 000   | 11.7           | 68         | 42            | 26            | 1089                     | 38                   | 27         | 16         | 44         |
| 2018                                                                            | 73 348               | 636 455   | 11.5           | 62         | 40            | 22            | 1183                     | 45                   | 24         | 16         | 44         |
| 2020                                                                            | 79 624               | 645 902   | 12.3           | 68         | 42            | 26            | 1170                     | 44                   | 27         | 20         | 42         |
| Fuente: Catholic-Hierarchy, que a su vez toma los datos del Anuario Pontificio. |                      |           |                |            |               |               |                          |                      |            |            |            |

## Episcopologio
- Vincent Madeley Harris † (4 de julio de 1966-27 de abril de 1971 nombrado obispo coadjutor de Austin[nota 1])
- Warren Louis Boudreaux † (4 de junio de 1971-2 de marzo de 1977 nombrado obispo de Houma-Thibodaux)
- Bernard James Ganter † (18 de octubre de 1977-9 de octubre de 1993 falleció)
- Joseph Anthony Galante † (5 de abril de 1994-23 de noviembre de 1999 nombrado obispo coadjutor de Dallas)
- Curtis John Guillory, S.V.D. (2 de junio de 2000-9 de junio de 2020 retirado)
- David Leon Toups, desde el 9 de junio de 2020